# Candes-Saint-Martin
Candes-Saint-Martin (łac. Candia Sanctus Martinus)) – miejscowość i gmina we Francji, w Regionie Centralnym, w departamencie Indre i Loara. Miejsce śmierci świętego Marcina.
Według danych na rok 1990 gminę zamieszkiwały 244 osoby, a gęstość zaludnienia wynosiła 42 osoby/km² (wśród 1842 gmin Regionu Centralnego Candes-Saint-Martin plasuje się na 896. miejscu pod względem liczby ludności, natomiast pod względem powierzchni na miejscu 1333.).